# Ameghiniana
Ameghiniana es una revista científica fundada en 1957 por la Asociación Paleontológica Argentina. Publica artículos en inglés sobre temas de paleontología, con un foco sobre Gondwana y el hemisferio sur. Su nombre es en honor al naturalista argentino Florentino Ameghino.
Se encuentra incluida en la mayoría de los índices internacionales:
- Science Citation Index
- Scopus
- Biological Abstracts
- Zoological Record, Current Contents (Physical, Chemical & Earth Sciences)
- Geological Abstracts
- Bibliography and Index of Geology
- Latindex
- Gushengwuxue Wenzhai
- Pascal
- Referativnyi Zhurnal
- Research Alert

## Historia
Antes de la fundación de Ameghiniana en 1957, las publicaciones sobre paleontología de la Argentina se hallaban dispersas entre revistas biológicas o geológicas y revistas de instituciones o museos. En el acta de fundación de la Asociación Paleontológica Argentina, en 1955, se expresa el deseo “editar  una  revista  de  la  especialidad,  que,  como homenaje al gran sabio paleontólogo argentino, llevará el nombre de Ameghiniana". El primer volumen se publica en 1957 con el primer trabajo publicado "Estudio del género Chasicotherium Cabrera y Kraglievich 1931 (Notoungulata - Homaldotheriidae)" a cargo de la Doctora Andreina Bocchino de Ringuelet, especialista en paleontología de vertebrados del Museo de La Plata.
De 1957 a 1969, el formato de la revista era pequeño, con una caja de 18,5 x12,7 cm. Cada artículo (escrito en español) llevaba un resumen en inglés o francés. Los  dos primeros  tomos  comprendieron  publicaciones realizadas durante tres años cada uno (1957 a 1962), mientras que los siguientes tres tomos abarcaron dos años cada uno con 10 entregas.
A partir de 1969 se establece la regularidad anual, así como 4 entregas por cada tomo. La edición de la revista se hace relativamente independiente de la Comisión Directiva de la Asociación Paleontológica Argentina. En 1971, el último número del tomo 8  fue dedicado exclusivamente, por primera vez, a publicar los resultados de la Segunda Reunión Argentina de Paleobotánica y Palinología. Varios números posteriores también fueron dedicados a distintas reuniones científicas argentinas. En 1980 se creó la  serie no  periódica  “Publicaciones  Especiales  de  la  Asociación Paleontológica Argentina”, desplazando la publicación de reuniones hacia ese medio.
A partir de 1972, entre los tomos 9 y 25, se estableció la tapa en “collage” de Ameghiniana.
En 1980 y coincidiendo con 25 aniversario de la Asociación, se realizaron una serie de renovaciones a la revista, entre ellas el traslado de las tareas editoriales a la sede de la Asociación Paleontológica Argentina, la redacción de un reglamento con los objetivos, autoridades, especificaciones formales, tratamiento editorial de los manuscritos y sistema de arbitraje. A este reglamento, se le introdujeron pequeñas modificaciones en 1988 y en 1992. Se cumplía ya entonces con la mayor parte de los requisitos exigidos por los medios de indexación y por los organismos de calificación de publicaciones científicas.
En 1997, se resideña la tapa, utilizando como motivo principal tres elementos fósiles que figuran en el logo de la Asociación Paleontológica Argentina:  Thylacosmilus, Dicroidium y Leptosphinctes.
A partir de 2011, Ameghiniana obtiene identificador DOI, siendo la primera revista argentina en aplicar este sistema.
A partir de 2015 es miembro de BioOne Complete, database de revistas científicas y adopta el inglés como idioma de publicación.

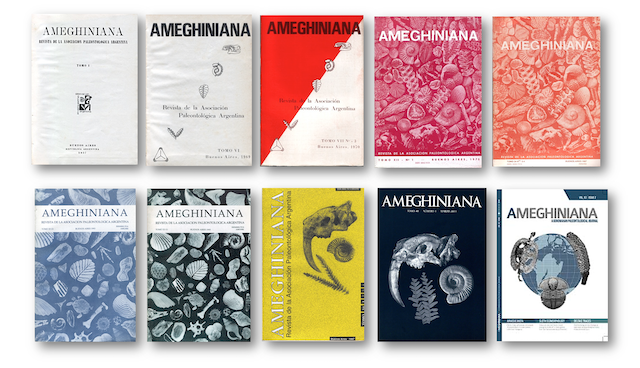